# Diada de Sant Jordi
La Diada de Sant Jordi (in italiano Giorno di San Giorgio) è una festa che si celebra in Catalogna il 23 aprile, chiamata anche la Giornata dei libri e delle rose perché in questo giorno ci si scambia libri e rose.

## Storia
La tradizione di regalare rose il 23 aprile è molto antica ed è strettamente legata a San Giorgio (Jordi in lingua catalana) per via della leggenda che narra che, quando San Giorgio uccise il drago, dal sangue di questi nacque un cespuglio di rose e il cavaliere ne regalò una alla principessa che aveva salvato. Quando nel 1456 San Jordi divenne patrono del Principato di Catalogna iniziò la tradizione di commemorarlo con le rose.
La tradizione di regalare un libro è invece piuttosto recente e risale al 7 ottobre 1926, quando il re Alfonso XIII firmò un decreto che proclamava la Giornata del Libro in tutta la Spagna. Nel 1931, su richiesta dei librai, la ricorrenza venne spostata al 23 aprile per farla coincidere con gli anniversari della morte di William Shakespeare e Miguel de Cervantes e la coincidenza fece sì che la festa divenne rapidamente popolare perché coincideva con il giorno di Sant Jordi.
La festa in seguito scomparve nel resto della Spagna ma acquisì sempre più importanza in Catalogna, dove cominciò ad acquisire un'aria di affermazione nazionale e di difesa della lingua in risposta alla dittatura di Franco, che represse a lungo la lingua e la cultura catalana.
La festa è oggi uno dei giorni più importanti nella cultura catalana ed è sentita particolarmente a Barcellona, che si riempie di bancarelle e di tende in cui si vendono libri e rose rosse.
Nel 1995, l'UNESCO ha scelto il 23 aprile come Giornata mondiale del libro.